# Benedetto Trompeo
Benedetto Trompeo (Biella, 22 agosto 1797 – Torino, 13 febbraio 1872) è stato un medico e professore italiano, presidente dell'Accademia di Medicina di Torino negli anni 1863-1864.
Fu il primo clinico ad assumere l'incarico di primo medico interno in servizio permanente del Regio Manicomio di Torino inaugurato, alla presenza di re Carlo Alberto e del celebre psichiatra francese Jean-Étienne Dominique Esquirol, il 13 maggio 1834.